# 伊朗國徽
伊朗國徽由當時的最高精神領袖霍梅尼在1980年5月9日核准。取詞語安拉（الله）的象形，其中包含有疊音符號，四個字母（ا、ل、ل、ه）以四面新月和劍的形式呈現。整個圖案看起來也像一朵鬱金香，在伊朗是伊斯兰教殉道者的象徵。
在Unicode中，伊朗国徽图案的符号为U+262B（☫）。

## 历史国徽

波斯帝国 1423-1907
波斯帝国 1907-1925
伊朗王国 1979-1980